# Organopoda divescens
Organopoda divescens là một loài bướm đêm trong họ Geometridae.